# Ernst Jandl
Ernst Jandl (Bécs, Ausztria, 1925. augusztus 1. – Bécs, 2000. június 9.) osztrák költő, író.

## Élete
Ernst Jandl egy banktisztviselő és egy tanárnő gyermekeként született. Édesanyja, aki 1940-ben hunyt el, verseket és prózaműveket írt, az ő hatására kezdett alkotni Jandl is kilencéves korában. Első verse 12 éves korában jelent meg Hochwasser címen a Neuigkeits-Welt-Blatt című lapban.
Az érettségit követően munkaszolgálatos volt, majd behívták a hadseregbe. A hadifogságot követően germanisztikát és anglisztikát tanult Bécsben az egyetemen. Ezt követően 1950-től középiskolai tanárként dolgozott, és emellett kezdett többet írni.
1954-ben találkozott Innsbruckban Friederike Mayröckerrel, aki szintén tanárnőként dolgozott, de Jandlhoz hasonlóan fiatal, feltörekvő költőként és íróként is ismert volt. A kapcsolat kedvéért mindketten elváltak és egészen Jandl 2000-ben bekövetkezett haláláig együtt éltek és részben alkottak is.
Hangutánzó, csupa kisbetűvel írt, kísérleti költészetet képviselő alkotásait a kora kulturális provokációként értékelte. Hosszú ideig nem volt olyan kiadó, amely megjelentette volna műveit. Első sikereit csak az 1960-as évek közepén érte el, pályafutása vége felé pedig az egyik legjelentősebb és legbefolyásosabb költőként értékelték személyét az egész német nyelvterületen. 1984-ben Büchner-díjjal tüntették ki.
Jandl 2000. június 9-én hunyt el szívelégtelenségben Bécsben.

## Fontosabb művei
- lechts und rinks. gedichte, statements, peppermints
- laut und luise
- Interpretationen, Gedichte von Ernst Jandl
- ernst jandl, aus dem wirklichen Leben: gedichte und prosa

## Magyarul
- A fanatikus zenekar; vál., ford., utószó Eörsi István; Európa, Bp., 1979 (Napjaink költészete)
- Idegenből. Beszédopera hét jelenetben; ford., utószó Eörsi István; Európa, Bp., 1983 (Modern könyvtár)
- A nemkívánatos személy. Válogatott versek Eörsi István fordításában; Ferenczy, Bp., 1995